# Lunete
Lunete (auch: Linet, Lynete, Lynette, Dame Lionesse, Lady of Lyonesse usw.) ist in der mittelalterlichen Artussage das Kammerfräulein der Laudine. Als solche klagt die den bei Hartmann Iwein (bzw. bei Chrétien Yvain) genannten Ritter am Artushof an und führt ihre Herrin und den Tafelrundenritter auf diese Weise zusammen. Im Verlaufe der aventiure muss der mittlerweile seiner Herrin entfremdete Iwein dann für Lunete einen Kampf bestreiten und wird so ein zweites und letztes Mal durch die Zofe der Laudine zugeführt.